# Adam Kowalewski (1940–2024)
Adam Tadeusz Kowalewski (ur. 12 grudnia 1940 w Wołominie, zm. 5 stycznia 2024 w Józefowie) – polski architekt, urbanista, urzędnik państwowy i dyplomata, wiceminister gospodarki przestrzennej i budownictwa (1989–1992), ambasador RP w Kenii (1992–1996).

## Życiorys
Syn Czesława i Zofii. Z zawodu architekt i urbanista, absolwent Politechniki Warszawskiej. Uzyskał stopień doktora nauk ekonomicznych. Zawodowo był związany z Instytutem Rozwoju Miast oraz Instytutem Nauk Ekonomicznych Polskiej Akademii Nauk. Od 1972 do 1981 pracował na stanowisku dyrektora Biura Planowania Rozwoju Warszawy. W latach 1974–1981 należał do Polskiej Zjednoczonej Partii Robotniczej. W latach 80. był ekspertem ONZ w państwach afrykańskich, następnie pracował w ramach zespołu Jerzego Regulskiego nad modelem przyszłego samorządu terytorialnego. Był członkiem rady fundatorów Fundacji Rozwoju Demokracji Lokalnej, w latach 2005–2015 pełnił funkcję przewodniczącego rady nadzorczej tej fundacji.
W 1989, po powołaniu rządu Tadeusza Mazowieckiego, objął stanowisko podsekretarza stanu w Ministerstwie Gospodarki Przestrzennej i Budownictwa; zajmował je do 1992. Następnie przez cztery lata sprawował urząd ambasadora RP w Kenii; był akredytowany również w Burundi, Rwandzie i Somalii. Był też stałym przedstawicielem w agencjach ONZ (UNEP i UN-Habitat). Objął później stanowisko przewodniczącego Głównej Komisji Architektoniczno-Urbanistycznej. Wchodził w skład Komitetu Przestrzennego Zagospodarowania Kraju PAN.
Pochowany na cmentarzu ewangelicko-augsburskim w Warszawie (AL66/1/86).

## Odznaczenia
- Krzyż Komandorski Orderu Odrodzenia Polski (za wybitne zasługi w działalności społecznej na rzecz rozwoju demokracji i samorządności lokalnej, za osiągnięcia w podejmowanej z pożytkiem dla kraju pracy zawodowej i społecznej, 2009)[9]
- Krzyż Oficerski Orderu Odrodzenia Polski (za wybitne zasługi w działalności na rzecz rozwoju demokracji lokalnej, 2004)[10]